# 神田パーキングエリア

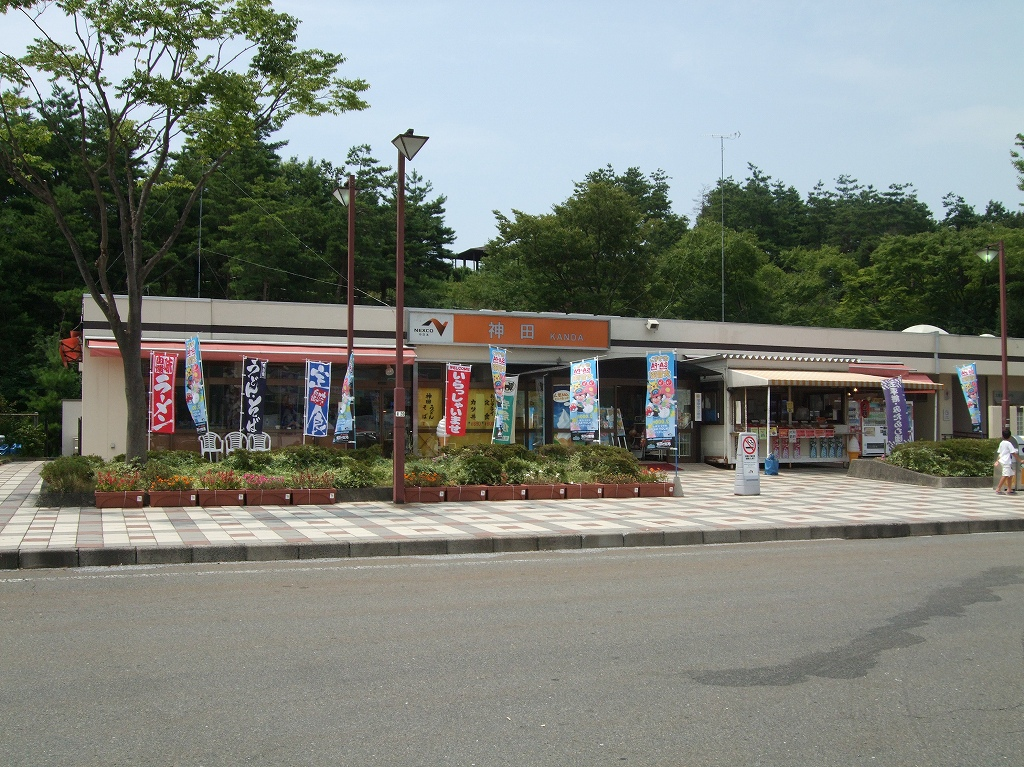
神田パーキングエリア（下り線、リニューアル前）

神田パーキングエリア（かんだパーキングエリア）は、滋賀県長浜市にある北陸自動車道のパーキングエリアである。

## 施設

### 上り線（米原・名古屋・大阪方面）
- 駐車場
  - 大型 20台
  - 小型 72台
- トイレ
  - 男性 大3（和式1・洋式2）・小9
  - 女性 16（和式4・洋式12）
    - 同伴の男児用 1

  - 車椅子用 2
- フードコート「神田まんぷく食堂」（7:30 - 21:30）[2]
- おみやげ「お土産処いぶき」（7:30 - 21:30）[2]
- 自動販売機

### 下り線（新潟・小浜方面）
- 駐車場
  - 大型 20台
  - 小型 72台
- トイレ
  - 男性 大3（和式1・洋式2）・小9
  - 女性 16（和式4・洋式12）
    - 同伴の男児用 1

  - 車椅子用 2
- フードコート（7:30 - 21:00）
- コンビニエンスストア「オレボステーション」（7:30 - 21:00）
- 自動販売機

## 仮称・神田スマートIC
神田パーキングエリアではスマートインターチェンジを併設予定である。このインターチェンジが完成すれば、小谷城スマートインターチェンジに次ぐ市内で2番目のスマートインターチェンジになる。接続道路として国道8号から滋賀県道243号東上坂近江線を結ぶアクセス道路が計画されている。
2022年（令和4年）9月30日、国土交通省により新規事業化された。開通は最短で2027年になる見通し。

## 隣
E8 北陸自動車道
(1)米原IC - 神田PA/SIC（SICは事業中） - (2)長浜IC